# DELPHI (experiência)
A DELPHI em inglês para DEtector with Lepton, Photon and Hadron Identification, era uma das quatro grandes experiências de física de partículas que funcionou no LEP, do CERN . Detector para a física e+e-, com ênfase especial na identificação de partículas fortes, informações tridimensionais e grande precisão na localização dos vértices, que começou a funcionar em 1989 e que parou a aquisição de dados em 2000 para deixar lugar à construção do acelerador LHC no tunel do LEP.
O detector consiste em três partes; uma parte central cilíndrica duas 'tampas' nas extremidades, mas os componentes mais importantes da DELPHI eram cerca de 20 subdetectores de diferentes tipos. Um grande íman Superconductor, crucial para o detector, estava situado entre o calorímetro electromagnético e o hadrónico. O campo magnético do íman desviava as partículas de forma a se poder medir a carga e momento . 

## Características
- Dimensões; comprimento e diâmetro, 10 metros
- Peso ; 3 500 toneladas

## O complexo do CERN
A composição do CAC, sigla em inglês de CERN Acelarators Complex.